# Erwin Grötzbach
Erwin Grötzbach (* 11. April 1933 in Teplice nad Metují, heute in Tschechien; † 7. Oktober 2020 in Garatshausen, Bayern) war ein deutscher Geograph.

## Leben
Nach der Promotion zum Dr. rer. nat. in München am 17. Dezember 1962 und der Habilitation an der Universität Saarbrücken 1970 wurde er 1971 Professor in Hannover. Er hatte den Lehrstuhl für Kulturgeographie an der Mathematisch-Geographischen Fakultät der Universität Eichstätt von 1980 bis 1995 inne.
Seine Forschungsschwerpunkte waren Freizeit- und Fremdenverkehrsgeographie und Stadtgeographie. Seine regionalen Schwerpunkte waren die Alpen, der islamische Kulturraum, Pakistan, Nepal und besonders Afghanistan.

## Schriften (Auswahl)
- Kulturgeographischer Wandel in Nordost-Afghanistan seit dem 19. Jahrhundert. Hahn, Meisenheim am Glan 1972 (= Afghanische Studien. Band 4), ISBN 3-445-00925-2.
- Städte und Basare in Afghanistan. Eine stadtgeographische Untersuchung. Reichert, Wiesbaden 1979 (= Tübinger Atlas des Vorderen Orients. Beihefte zum Tübinger Atlas des Vorderen Orients. Reihe B, Geisteswissenschaften. Band 16), ISBN 3-88226-022-X.
- Das Hochgebirge als menschlicher Lebensraum. Antrittsvorlesung am 16. November 1981. Minerva Publikation, München 1982, ISBN 3-597-30033-2.
- Afghanistan. Eine geographische Landeskunde. Wissenschaftliche Buchgesellschaft, Darmstadt 1990 (= Wissenschaftliche Länderkunden. Band 37), ISBN 3-534-06886-6.